# Do You Believe? (filme)
Do You Believe? (Brasil: Você Acredita? ) é um filme de drama da indústria cinematográfica cristã de 2018, dirigido por 	Jon Gunn.

## Enredo
Um pastor encontra por acaso um mendigo que prega a palavra de Deus pelas ruas e decide colocar a sua fé em ação, ajudando diversas pessoas. Logo a vida de uma dezena de indivíduos se cruza, fazendo com que todos descubram o poder da cruz de Cristo.

## Elenco
- Mira Sorvino (Samantha)
- Sean Astin (Dr. Farell)
- Alexa PenaVega (Lacy)
- Delroy Lindo (Pregador com a Cruz)
- Ted McGinley (Matthew)
- Andrea Logan White (Andrea)
- Cybill Shepherd (Teri)
- Lee Majors (J.D.)
- Madison Pettis (Maggie)
- Brian Bosworth (Joe)
- Joseph Julian Soria (Carlos)
- Tracy Melchior (Grace)
- Valerie Domínguez (Elena)
- Senyo Amoaku (Kriminal)
- Liam Matthews (Bobby)
- Shane Carson (Detetive)
- Delpaneaux Wills (40 Ounce)
- Makenzie Moss (Lily)
- Shwayze (Percy "Pretty Boy)
- Arthur Cartwright (Little B)

## Divulgação no Brasil
Leonardo Gonçalves foi convidado pela 360 WayUp para lançar o clipe oficial  da canção "Acredito", que integrou o material de divulgação do filme. A canção é uma versão em português da música "We Believe", gravada em inglês pelo grupo Newsboys.